# Alexander Wilson (astrònom)
Alexander Wilson   (Saint Andrews, 1714 - Edimburg, 16 d'octubre de 1786) fou un astrònom i tipògraf escocès del segle xviii, conegut per haver descobert les depressions de les taques solars.

## Vida
Wilson era fill de Patrick Wilson, secretari de l'ajuntament de Saint Andrews, però el seu pare va morir quan ell era encara nen i la seva educació va estar a cura de la seva mare, Clara Fairfoul. Va estudiar a la universitat de Saint Andrews on es va graduar en medicina el 1733. A continuació va treballar com assistent d'un cirurgià local i va adquirir fama construint termòmetres de mercuri força acurats.
El 1737 deixa Escòcia per anar a Londres, com molts altres intel·lectuals escocesos, on començarà la seva afició per l'astronomia de la mà del comte d'Islay, Archibald Campbell.

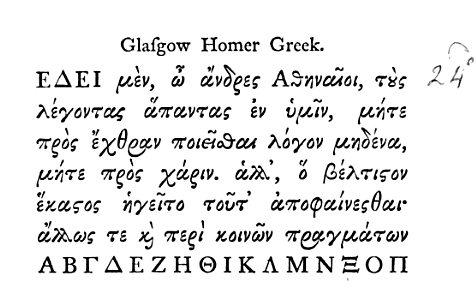
Caràcters utilitzats en les edicions d'Homer de l'editorial Foulis (Glasgow). Vegeu la precisió i bellesa dels diacrítics. El text és el començament de l'Apologia de Sòcrates de Plató.

Durant una visita fortuïta a una tipografia londinenca, i en veure les dificultats de fondre el metall per crear els caràcters tipogràfics, va començar a pensar que el sistema era molt millorable i, amb un amic seu de Saint Andrews anomenat Bain, van decidir muntar una foneria de tipografia, primer a Londres i, a partir de 1739, a Saint Andrews. L'empresa va tenir força èxit i els coneguts impressors Foulis de Glasgow feien servir els caràcters de Wilson per als seus llibres més luxosos i, sobretot, pels escrits en grec. L'associació amb Bain es va trencar anys després i l'empresa es va traslladar a Glasgow on era operada per ell i els seus fills. Alexander Wilson and sons, Co. es va traslladar definitivament a Londres el 1834. El tipògraf digital contemporani Matthew Carter ha creat uns caràcters grecs anomenats Wilson greek i que es basen en els caràcters dissenyats per Wilson en el segle xviii.
A part de la seva activitat empresarial com tipògraf, Wilson va mantenir un forta inclinació per la Física experimental. Així, el 1748, amb el seu amic Thomas Melvill, va inventar un procediment per mesurar la temperatura de les capes altes de l'atmosfera. L'instrument consistia en una série de cometes de paper, enganxades les unes a les altres per tal d'assolir una alçada molt considerable, posant en la primera de totes un termòmetre que, en caure, permetés ser llegit. Amb aquest procediment va aconseguir contrastar la hipòtesi de la fredor de les capes altes de l'atmosfera.
El 1757 la universitat de Glasgow va fundar un observatori astronòmic i el 1760 va crear la càtedra de Física i Astronomia Pràctica. Alexander Wilson va ser escollit per ocupar-la i dirigir l'observatori, càrrecs que va ocupar fins a la seva renúncia el 1784, en què va ser substituït pel seu fill Patrick.

## Obra
L'obra per la qual és més conegut Wilson, és pels seus treballs sobre les taques solars. L'observació el novembre de 1769 d'una gran taca solar, el va fer reflexionar sobre la interpretació d'aquest fenomen i el va portar a establir la teoria del que avui coneixem com a efecte Wilson, en un article publicat el 1774 en els Philosophical Transactions.
A part d'aquesta important aportació, Wilson va millorar considerablement els instruments astronòmics de l'època i també va fer observacions climàtiques.

## Epònim
El cràter lunar Wilson va ser anomenat en honor seu.